# دانييلا لايت
دانييلا لايت (بالبرتغالية: Daniela Aleixo Leite) هي لاعبة جمباز إيقاعي برازيلية، ولدت في 20 أبريل 1988 في بيلو هوريزونتي في البرازيل.

## وصلات خارجية
- دانييلا لايت على موقع الاتحاد الدولي للجمباز (biography) (الإنجليزية)
- دانييلا لايت على موقع أوليمبيديا (الإنجليزية)